# Lusbarg
Der Lusbarg ist ein Grabhügel im südlichen Franzenburg, einem Teil des Cuxhavener Ortsteils Altenwalde, nach dem auch eine Straße benannt ist.

## Herkunft des Namens
Lus kommt von Lu/Lusch für „Schilf/Sumpf“ (nicht Laus) und Barg für „Hügel“, also eine Erhebung in einer feuchten Umgebung.